# Коркінське буровугільне родовище
Коркінське буровугільне родовище — унікальне за вугленасиченістю родовище Челябінського буровугільного басейну, РФ.

## Характеристика
Включає 10 пластів сумарною корисною потужністю 250 м; глибина залягання 420 м. Запаси 500 млн т. Річний вуглевидобуток — до 2,4 млн т.

## Технологія розробки
Видобуток ведеться відкритим способом — екскаваторами з ковшами 4…10 м3, а також підземним способом — на шахтах Коркінській (глибина 440 м) і Чумлякській (260 м).